# "Rozprawa XI - O obrzezaniu"
Rozprawa XI O obrzezaniu - jedna z 23 rozpraw Afrahata - wczesnochrześcijańskiego pisarza z kręgu dziedzictwa syryjskiego. Powstała na przełomie lat 343/344 n.e. Tekst liturgiczny, znajdujący się w Liturgii Godzin, przeznaczony na środę I tygodnia Wielkiego Postu. 

## Dziedzictwo wschodnich Kościołów języka syryjskiego
Do dziedzictwa wschodnich Kościołów języka syryjskiego zaliczamy teksty napisane w środowisku judeochrześcijańskim, które znajdowało się poza oddziaływaniem kultury grecko-rzymskiej. Dzieła te były spisane w języku syryjskim (syriackim), czyli w dialekcie języka aramejskiego używanego przez wczesnych chrześcijan, należących do grupy ludzi posługujących się językami semickimi. 
Literatura syryjska rozwijała się już od połowy II wieku i była bardzo mocno zakorzeniona w tekstach Pisma Świętego. Dość wcześnie powstały syryjskie przekłady Biblii m.in. Peszitta, czy Diatessaron Tacjana, a także inne przekłady oraz komentarze np. Komentarz do Diatessaronu św. Efrema Syryjczyka.
Papież Benedykt XVI w jednej ze swoich katechez zauważył, że Kościoły na obszarze od Ziemi Świętej aż do Libanu i Mezopotamii cieszą się własnym dorobkiem myśli o zasadniczym znaczeniu w rozwoju myśli teologicznej i duchowej, ale jest to mało znany obszar wiary, na którym począwszy od IV wieku kształtowały się różnego rodzaju formy ascezy oraz życia zakonnego. .

Także obecny papież Leon XIV podkreślił jak ważne dla całego Kościoła jest dziedzictwo Kościołów wschodnich. Stwierdził: 
Jak wielki jest wkład, który może nam dzisiaj dać Wschód chrześcijański! Jak bardzo potrzebujemy odzyskać poczucie misterium, tak żywe w waszych liturgiach, które angażują całą istotę człowieka, wyśpiewują piękno zbawienia i wzbudzają zdumienie nad wielkością Boga, która ogarnia ludzką małość! Jak ważne jest, byśmy, także na Zachodzie chrześcijańskim, na nowo odkryli sens prymatu Boga, wartość mistagogii, nieustannego wstawiennictwa, pokuty, postu, płaczu za grzechy własne i całej ludzkości, tak typowych dla duchowości wschodnich! Dlatego fundamentalne jest, byście strzegli swoich tradycji, bez rozmywania ich.

## Afrahat
Żyjący w pierwszej połowie IV wieku pisarz chrześcijański z kręgu dziedzictwa syryjskiego. Nadawano mu przydomek Mędrzec Perski, a sam określił się jako Uczeń Świętych Pism. Pochodził z okolic Niniwy-Mosulu, znajdującego się w dzisiejszym Iraku. Historycy nie posiadają wielu informacji na jego temat. 
Wywodził się ze wspólnoty żyjącej na styku kultury judaistycznej i chrześcijańskiej ściśle związanej z Kościołem jerozolimskim. 
Wiadomo, że Afrahat kontaktował się ze środowiskami życia ascetycznego i monastycznego Kościoła syryjskiego, które opisał w swoich dziełach. Istnieje hipoteza, że był przełożonym klasztoru, a także że został wyświęcony na biskupa.
Imię Afrahat na określenia autora Mów pojawia się dość późno, bo po raz pierwszy wymieniane jest w połowie X wieku przez Bar Bahlula. Jest to syryjska forma imienia perskiego Farhad lub Ferhad, które prawdopodobnie znaczyło bystry, zdolny do krytycznej oceny, sędzia lub mędrzec.
Obok Efrema Syryjczyka jest przedstawicielem przedefeskiej teologii syryjskiej, charakteryzującej się ortodoksyjnością, przenikniętej duchem judeochrześcijaństwa, w której odnaleźć można wpływy gnostycyzmu i enkratyzmu. 

## RozprawyAfrahata
Wśród dzieł autorstwa Afrahata wyróżniają się 23 mowy nazywane Rozprawami (Demonstrationes).
Adresatami Mów Afrahata są synowie przymierza, czyli grupa ascetów w pierwotnym Kościele języka syryjskiego.
W swoich Mowach Mędrzec Perski odnosił się do ważnych aspektów życia wyznawców Chrystusa, a także do związków zachodzących między judaizmem i chrześcijaństwem oraz Starym i Nowym Testamentem. Niektórzy badacze widzą w nich środek apologetyczny. Treści przedstawiane przez Afrahata są całkowicie podporządkowane symbolizmowi biblijnemu; teologiczna argumentacja Perskiego Mędrca wyraźnie nawiązuje do tradycji targumicznej judeochrześcijan w tych czasach, gdyż nie dokonało się jeszcze ostateczne zerwanie Kościoła z Synagogą.
Mowy Afrahata zostały ułożone w porządku akrostychicznym i są napisane w języku syryjskim. 
Można podzielić je na dwie grupy: 
- Pierwsze dziesięć mów napisanych na przełomie lat 336/337 porusza kwestie wiary, miłości, postu, modlitwy, wojen, synów przymierza, nawrócenia, zmartwychwstania umarłych, pokory i służby pasterskiej.

- Druga grupa Mów, opracowana w latach 343–344, mówi o obrzezaniu, o święcie paschy, o szabacie, zawiera List synodalny Kościoła perskiego, następnie porusza temat przepisów pokarmowych, powołania ludów, Mesjasza-syna Bożego, dziewictwa i świętości, definitywnego odrzucenia Żydów, opieki nad biednymi, prześladowań, śmierci i czasów ostatecznych. Ostatnia Mowa pochodzi z roku 345 i zatytułowana została O winnym gronie.

Uznaje się, że dziewięć Mów drugiej części skierowanych było przeciw Żydom, a celem autora była obrona wiary wyznawców Jezusa. Przyjmuje się, że Afrahat polemizował z Żydami pochodzenia babilońskiego lub odnosił się do zamieszania wprowadzanego we wspólnocie Kościoła przez judeochrześcijan.  
Cechą charakterystyczną dla Afrahata jest wykazywanie czasowej wartości żydowskich przepisów prawnych, a szczególnie mówiących o obrzezaniu, szabacie czy poście. 
Teologia i antropologia Afrahata zawarta w Mowach jest czysta biblijna, wolna od jakiejkolwiek filozofii. Nie odnajdujemy w niej także echa soboru w Nicei.

## Rozprawa XI "O obrzezaniu"

### Informacje ogólne
Rozprawa XI "O obrzezaniu" (Demonstratio XI "De circumcisione") otwiera drugą część dzieł Afrahata. Po analizie poprzedzającej jej Rozprawy X można domniemywać, że nie planował on kontynuacji swoich Mów. Istnieje jednak hipoteza, która pozwala twierdzić, że w obliczu nadchodzących prześladowań Kościoła lub na prośbę synów przymierza syryjski Mędrzec postanowił kontynuować swój wykład.  
Poruszony w Mowie XI, czyli pierwszej mowie drugiego cyklu Rozpraw, temat obrzezania należy rozpatrywać w perspektywie Mowy I, poświęconej kwestii wiary - fundamentu na którym można budować takie praktyki jak: post, modlitwę, nawracanie się oraz cnoty m.in. pokorę czy czystość. Przyjęta przez Afrahata struktura literacka ma odwoływać czytelnika do wcześniejszych tekstów, a więc sugerować, że sprawę obrzezania rozważa się w świetle wiary.
Już od pierwszych wersów w tekście Afrahata dostrzec można mnogość cytatów i odniesień do Biblii. Jest to cecha charakterystyczna dla jego twórczości, a mianowicie możemy mówić tu o metodzie skrypturystycznej, inaczej nazywanej: argumentem z Pisma. W początkach chrześcijaństwa był to jeden z poważniejszych argumentów apologetycznych, który miał głównie charakter czysto teologiczny. Często argumentacja biblijna uwzględniała sens duchowy i figuratywny starotestamentowych tekstów, przedstawiając ich spełnienie w Nowym Testamencie. Głównym zadaniem metody skrypturystycznej było uzasadnienie tekstami Pisma stawianych tez i przyjmowanych stanowisk. Warunkiem skuteczności argumentacji biblijnej jest dobra wola człowieka oraz otwarcie na Bożą łaską.
Rozprawa XI „O obrzezaniu” rozpoczyna się od litery kôp, czyli jedenastej litery alfabetu syryjskiego. To konsekwencja przyjęcia porządku akrostychicznego, tzn. każdy tekst rozpoczyna się od kolejnej litery alfabetu.
Autor konsekwentnie, świadomie i celowo stylizuje formę swojego przekazu za pomocą figury retorycznej „mój przyjacielu”. W omawianym tekście występuje ona aż 7 razy. Tym samym stara się ożywić narrację i uwiarygodnić swój apologetyczny przekaz.

### Omówienie treści utworu (por. tłum. A. Uciechy)
W pierwszym zdania, w którym autor odwołuje się do postaci Abrahama, jako ojca wierzących, zastosowana została teologia zastępstwa (supersesjonizm). Autor nazywa Abrahama ojcem wielu narodów i neguje judaistyczne stanowisko, jakoby miał to być ojciec tylko narodu żydowskiego. Ujawnia się tu swoisty uniwersalizm zarówno misji Abrahama jak i wiary.

Dla autora argumentem przemawiającym za prawdziwością teologii zastępstwa jest niewierność Żydów i ich bezbożne postępowanie. Przywołany został cały szereg wyjątków z Pisma Świętego określający postawę Żydów:
Nie pojęli oni, że nazwani zostali „wodzowie Sodomy i lud Gomory” (Iz 1,10), „ojcem ich Amoryta, a matką Chetytka” (Ez 16,45), „srebro odrzucone” (Jr 6, 30), „synowie zbuntowani” (Iz 30,1; Jr 3,22). Mojżesz, ich przewodnik, świadczy przeciwko nim, mówiąc im: „Awanturnikami byliście od dnia, w którym was poznałem” (Pwt 9,24). Powtórzył to w pieśni świadectwa: „Winorośl wasza z winnicy Sodomy i z latorośli Gomory; wasze winogrona są gorzkie, a wasze grona to gorycz” (Pwt 32,32). (...) Synowie jednak Abrahama zaczęli postępować bezbożnie jak ludy obce i stali się Sodomitami i ludem Gomory, jak Izajasz świadczył o nich: „Posłuchajcie zatem słowa Pańskiego, wodzowie sodomscy i ludy Gomory” (Iz 1,10). Rozprawa XI, 1.

#### Obrzezanie u Żydów
Już w tym miejscu Afrahat odwołuje się do kategorii obrzezania. Był to widoczny znak przynależności do grupy społecznej, jaką był Naród Wybrany, swoisty wyraz religijnej, kulturowej i narodowej tożsamości. Obrzezanie mając charakter duchowy, wpływało na osobowość jednostki. Tradycja judaistyczna wiąże obrzezanie przede wszystkim z obrzędem zawieranego z Bogiem przymierza, jako znakiem przynależności do wspólnoty przymierza, przyjęcia wiary, życia w ścisłej zażyłości z Bogiem. W tym kontekście Afrahat, wyrzucając Żydom niewierność i niezachowywanie przymierza, stwierdza:
Obrzezani, nie byli obrzezani; zostali wybrani, ale odrzucono ich; pysznili się: „to my właśnie jesteśmy obrzezani, wybrani i znani ponad wszystkie ludy”. Rozprawa XI, 1.
Obrzezanie ciała, jako zewnętrzny znak, nie ma żadnego znaczenia, jeśli nie towarzyszy mu wiara połączona z uczynkami i wiernością Przymierzu.
Dla każdego, kto rozumie, jest wiadome, że obrzezanie bez wiary jest bezużyteczne i nie ma żadnej wartości, ponieważ wiara poprzedza obrzezanie i obrzezanie jest jej znakiem. Rozprawa XI, 2.
Dalej Afrahat wymienia negatywne (Jeroboam, Manasses) przykłady postaci biblijnych, w których życiu znak obrzezania miał znaczenie względne, a jego wartość uzależniona była od wiary i przestrzegania zapisów Prawa. 

Typowym dla Afrahata jest akcentowanie względnej, czasowej wartości żydowskich przepisów prawnych, ale także przymierza. Autor stwierdza:
Wszystkim pokoleniom i narodom Bóg dawał przymierza; każdemu pokoleniu jak Mu się podobało. Były one [przymierza] zachowywane w swoim czasie, a następnie ulegały zmianie. Rozprawa XI, 3
Następnie autor wymienia szereg pozytywnych przykładów ludzi wiernych zawieranym przymierzom (Henoch, Noe, Abraham) podkreślając ich wiarę, która podobała się Bogu. Afrahat podkreśla, że to nie zewnętrzny znak obrzezania, a postawa serca - wiara - dają sprawiedliwość przed Bogiem.
W żadnym z tych przymierzy obrzezanie nie zostało dane. [Bóg] wybrał Abrahama nie dlatego, że wezwał go do obrzezania, lecz wybrał go i przeznaczył na ojca mnóstwa narodów (por. Rdz 17,5) z powodu wiary i wedle jego wiary rozkazał mu się obrzezać (por. Rdz 17,9-14).
Gdyby to przez obrzezanie dane było życie, Abraham musiałby najpierw zostać obrzezany, aby mógł uwierzyć. I gdyby dla korzyści [osiągnięcia] życia wiecznego dane było obrzezanie, Pismo musiałoby oznajmić, że Abraham został obrzezany i jego obrzezanie zostało mu policzone jako sprawiedliwość. Napisano jednak tak: „Abraham uwierzył Bogu i poczytano mu jego wiarę za sprawiedliwość” (Rdz 15,6; Rz 4,3).    Rozprawa XI, 3.
Afrahat, znający tradycje judaistyczne, wskazuje społeczny cel pierwszego obrzezania:
I nakazał [Abrahamowi] obrzezać ciało napletka na znamię i znak przymierza, aby jego potomstwo się rozmnażało, oddzielił je od wszystkich ludów, pośród których wędrowało, i aby nie miało udziału w ich nieczystych uczynkach. Rozprawa XI, 4.
Cały wywód Afrahata ma swoją chrystologiczną konkluzję. Zawierane przymierza i obowiązujące prawo były czasowe ze względu na mającego nadejść mesjasza. W osobie Jezusa Chrystusa proroctwa Starego Testamentu spełniają się, a figury stają się rzeczywistością. Przymierze zawarte w osobie Jezusa Chrystusa jest niezmienne i wieczne.
W istocie, Prawo i przymierze były całkowicie zmieniane. Najpierw Bóg zmienił przymierze Adama i inne dał Noemu, zmienił [przymierze] Abrahama i inne dał Mojżeszowi Gdy [przymierze] Mojżesza nie było zachowane, dał inne ostatniemu pokoleniu, przymierze, które nie może być zmienione. Rozprawa XI, 11.

#### Obrzezanie serca - chrzest święty
Przez większość swojej argumentacji Afrahat ukazuje, że samo obrzezanie, jako okaleczenie swojego ciała nie jest życiodajnej i nie zapewnia błogosławieństwa w oczach Boga. Bardzo często autor odwołuje się do figury obrzezania serca, zaczerpniętej z pism prorockich.
Otóż obrzezanie, jakiego pragnie ten, który daje przymierza, jest tym, o którym mówi Jeremiasz: „Obrzezajcie napletek waszego serca” (Jr 4,4). Rozprawa XI, 11.
Jasne jest, że dla tego, kto nie obrzezał napletka swojego serca, obrzezanie ciała nie ma żadnej wartości, ponieważ nie ma żadnej korzyści dla tych wszystkich, którzy [tylko] obrzezali napletek. Rozprawa XI, 5.

Jest więc jasne, iż nie ma żadnej korzyści z obrzezania bez wiary. Każdy zaś, kto obrzezał napletek swojego serca, wierząc, będzie żył i będzie synem Abrahama. Rozprawa XI, 10.
Kwestia obrzezania to również jeden z pierwszych problemów pierwotnego Kościoła. Już 20 lat po śmierci i zmartwychwstaniu Chrystusa pojawia się konflikt, czy pogan przyjmujących chrześcijaństwo należy poddać obrzezaniu. Kwestię tę rozstrzygnął tzw. sobór jerozolimski, który nie wyraził potrzeby obrzezania. (por. Dz 15) Św. Paweł w Liście do Kolosan określa wejście do wspólnoty chrześcijańskiej używając metafory obrzezania, ale jako uczynionego bez udziału rąk: I w Nim też otrzymaliście obrzezanie, nie z ręki ludzkiej, lecz Chrystusowe obrzezanie, polegające na zupełnym wyzuciu się z ciała grzesznego. (Kol 2,11)

Afrahat kończąc swoją Rozprawę jasno stwierdza, że owym obrzezaniem serca jest chrzest święty. To chrześcijańskie obrzezanie - chrzest, jest rzeczywistym znakiem wiary (signaculum fidei).
Nasz Bóg jest wiarygodny i w jego przymierzach bardzo wierny. Każde przymierze jest niezawodne w swoim czasie i można mu zaufać. Obrzezani w sercu żyją, a są obrzezani drugi raz nad prawdziwym Jordanem, [to jest] chrzest na odpuszczenie grzechów. Rozprawa XI, 11.

#### Typologia: Jozue - Jezus
Na zakończenie mowy „O obrzezaniu” Mędrzec Perski zestawia na zasadzie typologii postać Jozuego z postacią Jezusa. Jest to ważna zasada interpretacji Pisma Świętego, która szuka spełnienia zapowiedzi Starego Testamentu w Nowym.
- Jozue powtórnie obrzezał lud po przejściu Jordanu i wejściu do Kanaanu – Jezus powtórnie obrzezał wierzących w Niego Słowem Bożym i chrztem
- Jozue przeprowadził naród do Ziemi Obiecanej – Jezus obiecał ziemię życia, tym którzy wierzą i przyjmą chrzest
- Jozue ułożył kamienie na świadectwo w Izraelu – Jezus nazwał Szymona skałą i ustanowił go świadkiem wśród narodów
- Jozue uczynił paschę na stepach Jerycha – Jezus obchodził paschę z uczniami w Jerozolimie
- Jozue potępił chciwego Akana, który kradł i chował – Jezus potępił chciwego Judasza, który kradł i chował pieniądze z sakiewki, którą trzymał
- Jozue niszczył ludy nieczyste – Jezus wyrzucił szatana i jego wojska.
- Jozue zatrzymał słońce na niebie – Jezus sprawił, że słońce zaszło  w południe gdy go krzyżowano.
- Jozue jest zbawcą ludu - Jezus jest nazwany Zbawicielem ludów

W ostatecznym podsumowaniu swojej Rozprawy Afrahat wskazuje na uniwersalny charakter chrztu świętego i Dobrej Nowiny o Jezusie, dostępnej zarówno Żydom jak i poganom. Raz jeszcze przypomina, że to wiara i przyjęcie chrztu świętego (powtórne obrzezanie serca) dają życie wieczne i czynią sprawiedliwymi w oczach Boga. 